# 牛头伯劳
牛头伯劳（学名：Lanius bucephalus）为伯劳科伯劳属的一种，俗名牛頭伯劳。日本有「百舌、百舌鳥、鵙」等稱謂。

## 分布

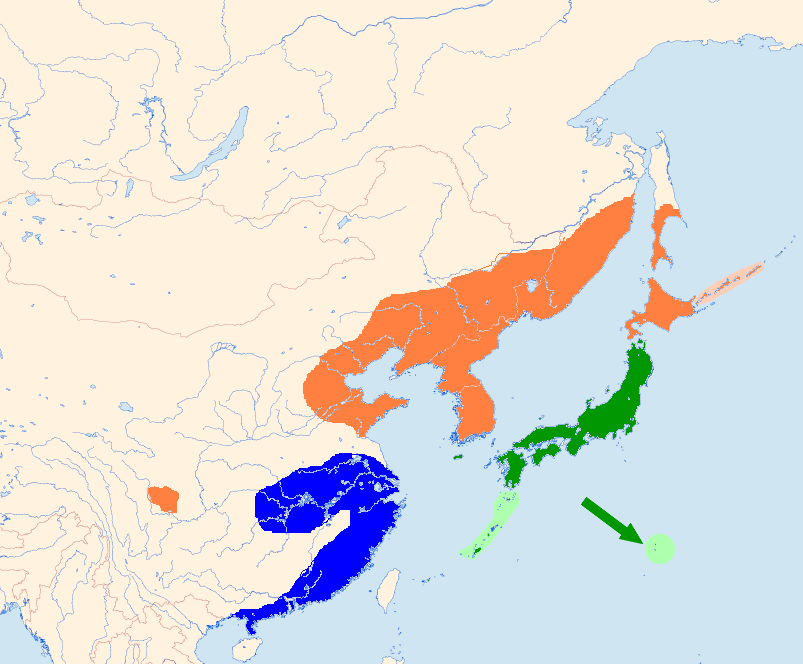
2000年統計資料

分布于俄罗斯、朝鲜、臺灣、日本及中国的黑龙江、吉林、辽宁、内蒙古、河北、山东、甘肃、宁夏、四川、陕西、河南、湖北、湖南、贵州、江苏、安徽、浙江、福建、广东等地，常见于山地稀疏阔叶林或针阔混交林的林缘地带，迁徙时平原可见，筑巢于山丁子等有刺棘的树及落叶松、红松的枝杈间。该物种的模式产地在日本。
當北國入冬，食物減少時，牠們就會南遷。紅頭伯勞的度冬地點是海南島、中南半島一帶中低海拔的叢林。度冬來台灣的機率很低，最近1次的紀錄是民國97年（2008年）；2012年年初，在新北市金山區清水路60巷的偏僻菜園中，再次出現了1隻紅頭伯勞時，立刻震驚鳥界。
澎湖縣花嶼國小教導主任黃國揚表示，2007年首度在花嶼島發現紅頭伯勞蹤影，接連5年都在3月中旬左右發現其造訪，2011年提早於3月1日就出現，紅頭伯勞連台灣都視為罕見迷鳥，卻接連出現在澎湖離島花嶼，為澎湖增添新鳥種紀錄。

## 生物特徵
紅頭伯勞，型態為喙粗短有力，先端向下，頭大，尾略長，腳強壯、爪銳利；以昆蟲、爬蟲類、小型動物為主食；多單獨停棲於突出之枝頭木樁上，有將剩餘食物串掛於枝頭上之行為；常棲息於草叢樹林地帶，築巢於低枝上，雛鳥為晚熟性，在中國大陸分布於自甘肅向東北擴展、達於河北、越冬在甘肅、四川等地，台灣為罕見迷鳥。
紅頭伯勞體長僅約20公分，翼展約23公分，伯勞是小猛禽，紅頭伯勞是其中最猛的，哪裡有肉吃就到哪裡去，是個小殺手。

## 亚种
- 牛头伯劳指名亚种（学名：Lanius bucephalus bucephalus）。分布于俄罗斯、朝鲜、日本、中国南部、台湾等地。该物种的模式产地在日本。[9]
- 牛头伯劳中国亚种（学名：Lanius bucephalus sicarius）。在中国大陆，分布于自甘肃向东北扩展、达于河北，越冬在甘肃、四川等地。该物种的模式产地在甘肃洮河，在卓尼附近海拔3000米山地。[10]

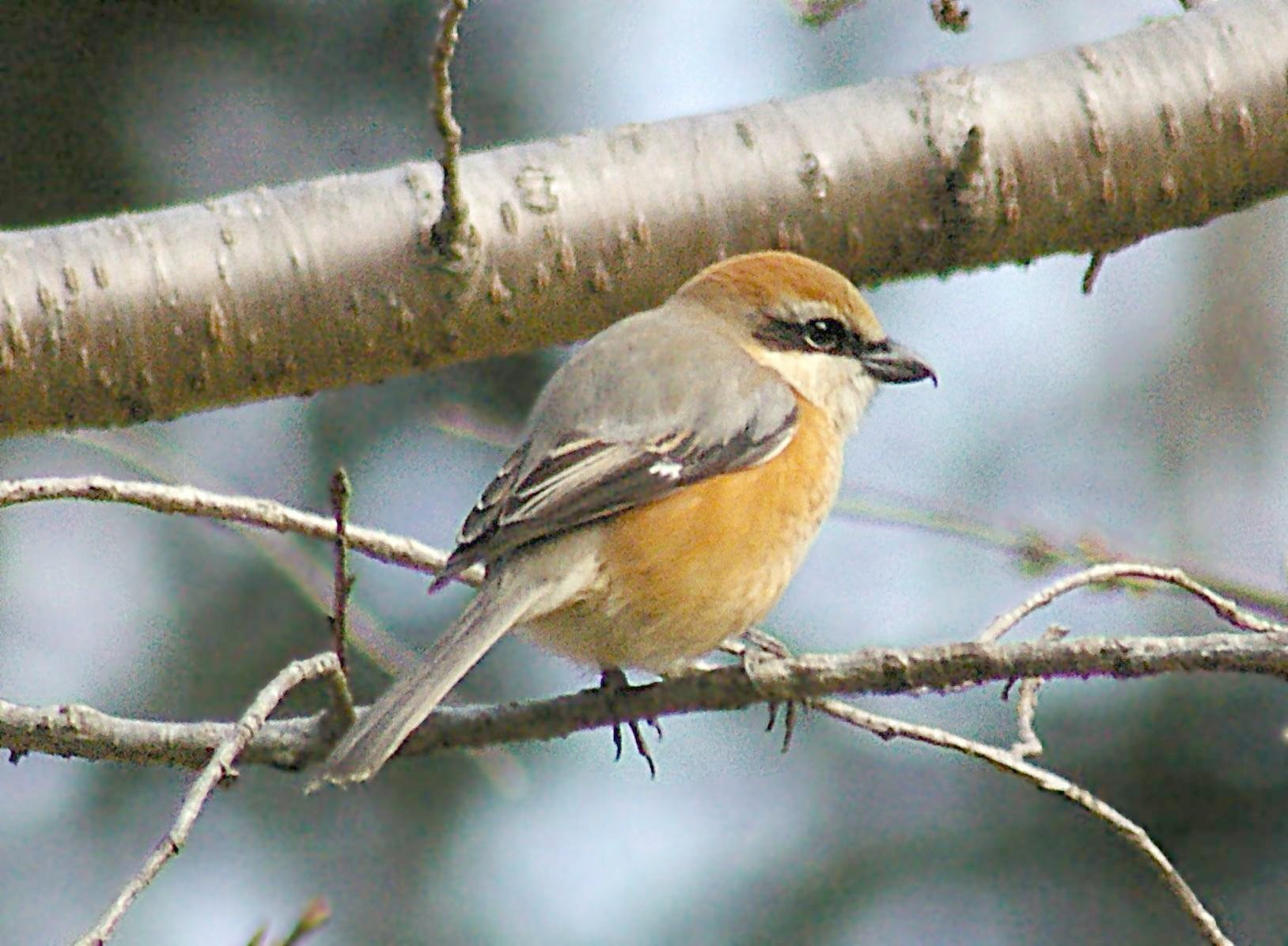
日本, 冬季